# Île-d'Houat
Île-d'Houat, Bretons: Enez Houad, is de enige plaats, het enige dorp op het eiland Île d'Houat in de Golf van Biskaje. Het hoort bij Frankrijk.
Het grondgebied van de gemeente wordt gevormd door het eiland Île d'Houat en enkele omliggende kleine eilandjes.

## Geografie
De onderstaande kaart toont de ligging van Île-d'Houat met de belangrijkste infrastructuur en aangrenzende gemeenten.

## Demografie
Onderstaande figuur toont het verloop van het inwonertal, bron: INSEE-tellingen.
1. ↑  Populations de référence 2022.